# Yoo Il-ho
Yoo Il-ho (Coreano: 유일호; Hanja: 柳一鎬; Seúl, 30 de marzo de 1955) es un político surcoreano. Fue el primer ministro de Corea del Sur en funciones, luego de la renuncia del primer ministro y presidente en funciones Hwang Kyo-ahn. Ejerció también como viceprimerministro y ministro de Estrategia y Finanzas de Corea desde 13 de enero de 2016 hasta el 31 de mayo de 2017 en el gabinete del primer ministro Hwang Kyo-ahn. También ha sido ministro de Finanzas de Corea.